# Pedro López de Lerena
Pedro López de Lerena y de Cuenca, I conde de Lerena (Valdemoro, 5 de mayo de 1734 - Madrid, 2 de enero de 1792) fue un político español, ministro de Hacienda y ministro de Guerra (ministerios que hoy conocemos como Mº de Hacienda y Mº de Defensa).

## Orígenes
Hijo de Manuel Elías López de Lerena Cuenca y de Andrea de Cuenca y Humanes. Tras obtener plaza como funcionario de la Real Hacienda se trasladó a la ciudad de Cuenca, donde residió durante algunos años. Allí conoció al Conde de Floridablanca, quien lo seleccionó para desempeñar diversos cargos públicos.

## Primeros trabajos
Tras cursar estudios en la Universidad de Salamanca, se dedicó al comercio. El 14 de abril de 1766, siendo caballero del Estado de Aguisados y Administrador de la Renta, fue nombrado interventor del Pósito en Cuenca; en 1770 asumió el cargo de contador de Propios y Arbitrios y contador de Cuentas Reales en la misma ciudad de Cuenca e impulsó la construcción de los Baños de Aguas Medicinales de Solán de Cabras en dicha provincia. Fue también regidor perpetuo de las ciudades de Cuenca y Santander y regidor perpetuo honorario de la Imperial Villa de Madrid.
Poco después es nombrado superintendente del Canal de Murcia, comisario ordenador de Guerra (1780), intendente del Ejército en Mahón, donde dio muestra de su celo y eficacia, lo cual le llevó también a ocupar el cargo de intendente de los Reinos de Andalucía y asistente de Sevilla (1782-1785). En 1783, en Sevilla, hubo de realizar una importantísima labor de recuperación de la ciudad tras una tremenda inundación, por ese motivo se denominó a una de sus calles "Calle de Lerena".

## Reinado de Carlos III
Tras el fallecimiento de Miguel de Múzquiz y Goyeneche (conde de Gausa), el rey Carlos III le confirió la Secretaría de Estado y del Despacho Universal de Hacienda de España e Indias el 25 de enero de 1785. Pedro López de Lerena hubo de organizar la rebaja de las alcabalas, sistematizar los aranceles haciendo frente a algunos refractarios arrendadores de aduanas, encauzar el desarrollo del Banco Nacional, también promovió desde este puesto importantes reformas en las rentas, mejorando su administración, introduciendo nuevas contribuciones y fomentando la riqueza pública.
Asumió interinamente el Ministerio de la Guerra, al frente del cual hubo de permanecer varios años hasta que él mismo solicitó al rey el 9 de mayo de 1787, que le exonerase, pues el Ministerio de Hacienda requería toda su atención; el rey accedió a su petición y nombró a Jerónimo Caballero ministro de la Guerra el día 22 de junio de 1787. Pedro López de Lerena solicitó autorización para firmar la gran cantidad de documentos que corresponde a sus cargos como Pedro de Lerena, simplificando así esta labor, a lo que el rey accedió por decreto del 3 de marzo de 1785 en el modo siguiente: «El Rey, en vista de los deseos que Vuestra Excelencia le ha manifestado de dar el más pronto curso a los muchos y graves asuntos que ocurren en las Secretarías del Despacho Universal de Hacienda y Guerra que ha puesto a su cargo, y que para conseguirlo le pedía permiso de omitir en la firma el López y poner sólo Pedro de Lerena; y que siguiendo la que ocurre por lo perteneciente a Guerra me basta usar solo de media firma en las cédulas de inválidos, premios, licencias, prórrogas y pasaportes, se ha dignado Su Majestad condescender con la súplica de Vuestra Excelencia en todas sus partes». 
En el mismo año 1787, según decreto del 8 de julio, se estableció la llamada Suprema Junta Ordinaria y Perpetua del Estado, de la cual formó parte el ministro López de Lerena junto al resto de ministros del Reino. Esta junta se puede considerar como el origen del Consejo de Ministros. 
Fue también virrey de Chile (1788), sustituido poco después por el virrey Lemos.
Tras el fallecimiento de Carlos III en diciembre de 1788, Pedro López de Lerena, que era también notario mayor de los Reinos de Castilla y de León, ejerció como testigo en los actos fúnebres correspondientes y en los testamentos del rey.

## Reinado de Carlos IV
El rey Carlos IV le confirmó como ministro de Hacienda, cargo en el que permaneció hasta su fallecimiento el 2 de enero de 1792, entonces fue sustituido por el bilbaíno Diego de Gardoqui y Arriquibar. Fue además nombrado consejero de Estado en enero de 1789, mostrando así el rey gran consideración hacia el ministro Lerena. El nombramiento tuvo lugar por decreto el día 13, "...he venido en concederle plaza en dicho Consejo con la casa de aposento y los emolumentos correspondientes, libre de media anata." El uniforme de los Consejeros de Estado era "color de la casaca azul y el de la chupa, calzón y vuelta encarnado". 
Durante el reinado de Carlos IV, en el año 1791, Pedro López de Lerena promovió la navegación de los barcos españoles en torno a unas islas de Canadá, las islas Denman; por ese motivo se llamó a dichas islas "Islas de Lerena", nombre que fue modificado por los británicos en 1850 por el de "Hornby Islands" o "Denman Islands". En ese mismo año de 1791, concluía una parte importante del Canal de Castilla, en Calahorra de Ribas se celebraba la unión de los ríos Carrión y Pisuerga, y por ello se instalaba un monumental hito con la siguiente leyenda, "En el Reinado del Señor Don Carlos IV y de su esposa Doña Luisa María (sic), a expensas del Real Erario, siendo Ministro de él el Excmo. Señor Conde de Lerena, bajo cuyas órdenes dirigió la obra el Coronel Don Juan de Homar, Caballero de Calatrava".
Pedro López de Lerena había sido nombrado conde de Lerena el 10 de marzo de 1791, quedando cancelado en este acto el título de vizconde de López que ostentaba hasta entonces. En ese momento era también marqués de San Andrés de Parma.

## Vida privada

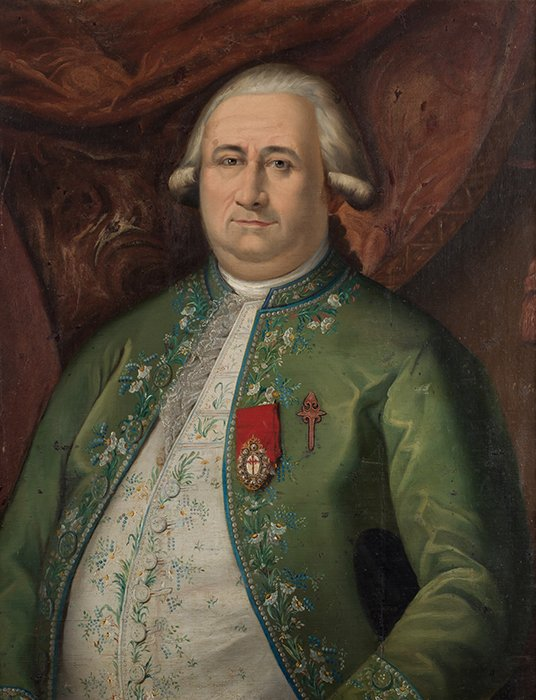
Retrato anónimo de Pedro López de Lerena, hacia 1790.

Pedro López de Lerena contrajo matrimonio en tres ocasiones. En primer lugar con Isabel Martínez Moral; tras el fallecimiento de esta se casó con Juliana de Lomas, y tras enviudar de nuevo, casó con María Josefa Piscatori Díaz de Lavandero (1757-1820), marquesa de San Andrés de Parma, quien era nieta de Mateo Pablo Díaz de Lavandero y Martín de Córdoba, I marqués de Torrenueva, que había sido ministro de Hacienda, Marina e Indias entre 1736 y 1739.
Residió Pedro López de Lerena en Madrid en la Calle de Toledo. En los Reales Sitios de El Pardo disponía de su Residencia en la planta principal de la Casa de Oficios. En las jornadas de caza en los Reales Sitios de Aranjuez disponía también de las necesarias habitaciones, además del transporte, que incluía: 4 mulas, 6 acémilas y un coche, por su cargo en Hacienda; y una calesa, 2 acémilas y una mula más por su cargo en Guerra.
La condesa de Lerena y Marquesa de San Andrés de Parma fue retratada por el pintor de cámara de Carlos IV, Agustín Esteve y Marqués en 1800. El I conde de Lerena, Pedro López de Lerena y Cuenca, fue retratado en 1785 por el pintor y presbítero sevillano Joseph Suárez (más conocido por los retratos que hizo del arzobispo de Sevilla Alonso Marcos de Llanes Argüelles y de Juan de Saavedra Zerón y de su esposa). En dicho retrato aparece Pedro López de Lerena con la credencial correspondiente a su nombramiento como secretario de Estado de Hacienda y de Guerra y luciendo la Medalla de la Orden de Santiago, que le fue concedida el 20 de septiembre de 1787. Este retrato lo conservan en Vizcaya los herederos de Julián López de Lerena Rodríguez-Matamoros. 

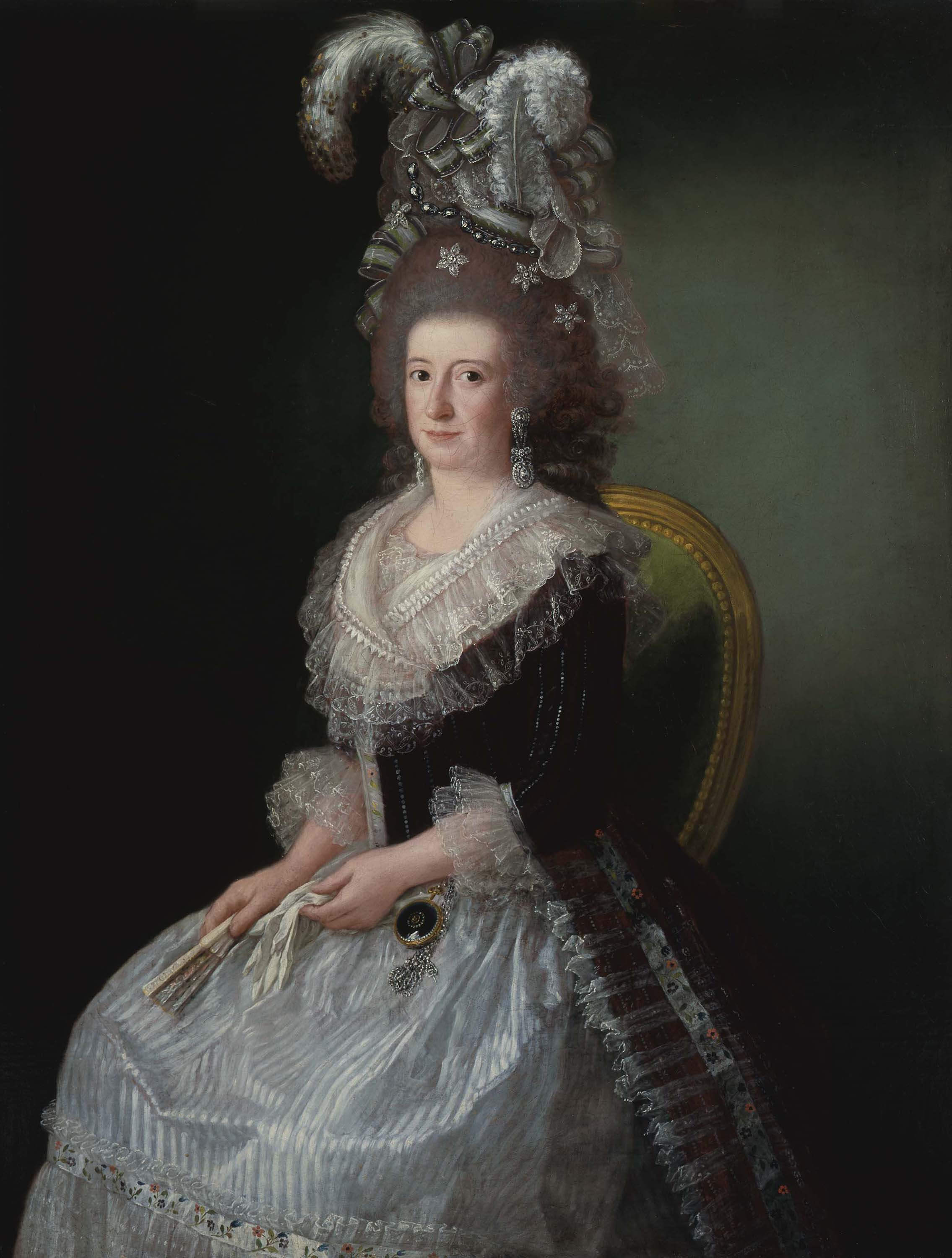
Retrato de la tercera esposa de Lerena, María Josefa Piscatori Díaz de Lavandero, marquesa de San Andrés de Parma (c.1791), por Agustín Esteve (Museo Nacional de San Carlos, Ciudad de México).

Existe otro retrato, algo posterior, que en la década de los años 1970 se encontraba en la sacristía de la Iglesia de Nuestra Señora de la Asunción, de Valdemoro, (retrato hoy desaparecido). En ese retrato lucía también la Cruz de la Orden de Santiago. 
Un retrato parecido al de la iglesia de Valdemoro se encuentra en posesión de los herederos de la condesa de Lerena, Mª Josefa Piscatori, de la casa de los marqueses de Benavites; de este retrato se puede ver una imagen fotográfica de Vicente Salgado Llorente incluida en el Archivo Arbaiza del Instituto de Patrimonio Cultural de España, Ministerio de Cultura y Deporte.
Otro retrato fue vendido por la galería Ansorena de Madrid. Se trata de un retrato de carácter familiar y de autor anónimo.
Recientemente la Doctora Virginia Albarrán ha realizado un magnífico estudio en el que demuestra, sin lugar a dudas, que el retrato hasta ahora identificado como de Froilán Berganzo es realmente de Pedro López de Lerena, I Conde de Lerena. Este retrato fue magníficamente trazado hacia 1791 por el notable pintor Mariano Salvador Maella, y se encuentra depositado en el Museo del Prado (sala 089, segunda planta). El citado Froylan Berganzo era un funcionario de la Real Hacienda en Illescas, administrador de la Real Fábrica de Tabacos, y subordinado del administrador general de Rentas José López de Lerena. Quizá por este motivo fue Berganzo quien encargó el retrato del Conde Lerena a Maella hacia 1790, tal y como se puede leer en el documento que aparece en dicho retrato. 
Tras este trabajo de la Dra. Albarrán, se ha identificado otro retrato del I Conde de Lerena en la sede del Gobierno de la Comunidad de Madrid; es una copia anónima del retrato de Maella.
Existe también un busto en mármol del conde de Lerena (tamaño del natural) obra del escultor gallego Josef Rodríguez Díaz "Sócrates".
Tras su fallecimiento el 2 de enero de 1792, debido a un grave ataque epiléptico, apareció la siguiente reseña en la Gaceta de Madrid:
"El 2 del corriente falleció en esta Corte a los 57 años, 7 meses y 28 días de edad el Exc.Sr. Don Pedro López de Lerena, Secretario de Estado y del Despacho Universal de Hacienda de España e Indias, gobernador del Consejo de Hacienda, Presidente de sus Tribunales y superintendente general de rentas, fábricas y casas de moneda. Sirvió a Su Majestad con el celo, actividad y acierto que es notorio por el tiempo de 26 años en varios empleos y comisiones del real servicio, entre los quales merecen particular memoria la intendencia del ejército que tomó el castillo de San Felipe en Mahón, la del ejército de Andalucía y del que bloqueó a Gibraltar, y la asistencia de Sevilla en que hizo servicios muy distinguidos, especialmente en esta ciudad con motivo de la extraordinaria riada que ocurrió en ella a fines del año de 1783. En 25 de enero de 1785 fue nombrado Secretario de Estado y del Despacho Universal de Hacienda, que obtuvo hasta su muerte, y también se le confirió interinamente la Secretaría de Estado y del Despacho Universal de la Guerra, que desempeñó con real aprobación hasta que el rey padre se dignó a admitir la renuncia que hizo de ella después de haberla servido por espacio de dos años y medio. En estos difíciles y otros delicados encargos del real servicio, y en el despacho de los negocios de Hacienda de Indias, que se le agregaron por Real Decreto de 25 de abril de 1790, acreditó la misma inteligencia que había manifestado en sus anteriores comisiones."

## Relación con Valdemoro
Desde su cargo de ministro, López de Lerena contribuyó a mejorar su localidad natal, Valdemoro, disponiendo que se fundara en ella una escuela municipal financiada con su dinero y que se dejara estudiar gratuitamente en ella a los pobres. Como muestra de agradecimiento, su pueblo denominó a las escuelas "Don Pedro López de Lerena" y le dedicó una de sus plazas, "Plaza del Conde de Lerena". También embelleció Valdemoro, encargando tres lienzos a Mariano Salvador Maella para decorar el altar de la Iglesia de Nuestra Señora de la Asunción del municipio. Este falleció antes de realizar las obras y Pedro López de Lerena decidió encargárselas a Francisco de Goya y Lucientes y a los hermanos Bayeu, Ramón y Francisco.
Con respecto a la historia de la Villa de Valdemoro, el doctor Vicente López y López de Lerena publicó numerosos e interesantes escritos, por ejemplo, "Historia de la Villa de Valdemoro", impreso A. Gómez Fuentenebro, Madrid, 1875. Este libro fue reeditado por el Ayuntamiento de Valdemoro en 1999. También publicó Vicente numerosos libros espirituales, pues era sacerdote y capellán de Honor de la reina Isabel II.
Cabe destacar que la influencia del ministro Lerena en el Ministerio de Hacienda se prolongó durante décadas tras su propio fallecimiento, pues es fácil ver a numerosos miembros de la familia López de Lerena que han sido funcionarios de la Real Hacienda a lo largo de los años, Pedro, Santos y Sebastián López de Lerena Ortega, José y Julián López de Lerena Sánchez, Ángel López de Lerena Hermosa, Ignacio López de Lerena Carrero, Julián López de Lerena Rodríguez-Matamoros, entre otros muchos miembros de esta familia.

## Obras
Pedro López de Lerena publicó entre otros libros: 
- Memoria sobre las Rentas Públicas y Balanza Comercial de España, Madrid (1789-1790), ISBN 84-7196-851-7.
- Reglamento General de las Reales Fábricas de Cristales de San Ildefonso, (1787) ISBN 84-404-6408-8.